# Antonios Papaigannou
Antonios Papaigannou fue un gimnasta griego. Compitió en los Juegos Olímpicos de Atenas de 1896.
Papaigannou compitió en los eventos individuales de barras paralelas y barra fija, del programa de gimnasia. En las pruebas individuales, no fue medallista, y su posición en la tabla general se desconoce. 